# 서흥여객
서흥여객자동차(瑞興旅客自動車)는 경상남도 거창군, 합천군의 농어촌버스 회사이다. 본사는 경상남도 거창군 거창읍에 있고, 면허등록지는 경상남도 거창군 거창읍 밭들길 33 본사 및 합천군 합천읍 대야로 883에 분산되어 있다. 여담으로 서흥여객 이름의 유래는 이북의 황해도 서흥군에서 유래되었다.

## 차고지
- 경상남도 거창군 거창읍 밭들길 33 (본사: 전노선 시종착)
- 경상남도 합천군 합천읍 대야로 883 (합천시외버스터미널 내)

## 연혁
- 1979년 6월 1일 : 회사 설립

## 주요 노선

### 시내버스
- ● 1번 : 거창시외버스터미널 ↔ 서경병원
- ● 3번 : 주공 4차 아파트 ↔ 서경병원

## 보유 차종
- 자일대우버스 - 자일대우 레스타, 자일대우 NEW BS090
- 현대자동차 - 현대 E-에어로타운, 현대 그린시티, 현대 일렉시티
- 우진산전 - 우진산전 아폴로 1100